# Sinclair QL
El Sinclair QL (QL por Quantum Leap, salto cuántico) es un ordenador personal lanzado por Sinclair Research entre enero de 1984 y 1986. Posterior al éxito del ya mítico ZX Spectrum, el QL fue diseñado como el próximo paso al mercado de las aplicaciones domésticas y la pequeña empresa.

## Características
Físicamente, el QL tiene una línea de diseño que posteriormente se usaría en los siguientes modelos de Investrónica y Sinclair. Tiene un par de unidades de microdrive a su derecha, inaugurando un estilo de todo integrado secundado por su competidor Amstrad.
Incorporó un microprocesador Motorola 68008 a 7,5 megahercios, un chip ZX8302 como ULA, 48 kilobytes de memoria ROM, 128 kilobytes de memoria RAM, y pudo conectarse a un televisor o un monitor RGB TTL.
La ROM incluyó un potente sistema operativo multitarea, el Sinclair QDOS que fue diseñado principalmente por Tony Tebby y un BASIC avanzado llamado SuperBASIC, diseñado por Jan Jones. Asimismo, añadió una suite ofimática en 4 cartuchos de Microdrive (procesador de textos, hoja de cálculos, base de datos, y gráficos empresariales) escrita por Psion, que le auguró un futuro muy prometedor entre la mayoría de los computadores de la época (todo ello mucho antes del lanzamiento por Microsoft de Microsoft Windows y Microsoft Office).
El QL es el segundo ordenador personal basado en microprocesadores Motorola 680xx, siguiendo al Apple Lisa pero anterior al Apple Macintosh en un mes, y al Atari ST y el Commodore Amiga por varios meses. Mientras que la velocidad de reloj fueron comparables, el ancho del bus no lo fue, que fue de 8 bits en lugar de 16 bits; además, gran parte del tiempo la CPU quedó esperando al chip ZX8301, lo que limita al Sinclair QL gravemente.

## Historia

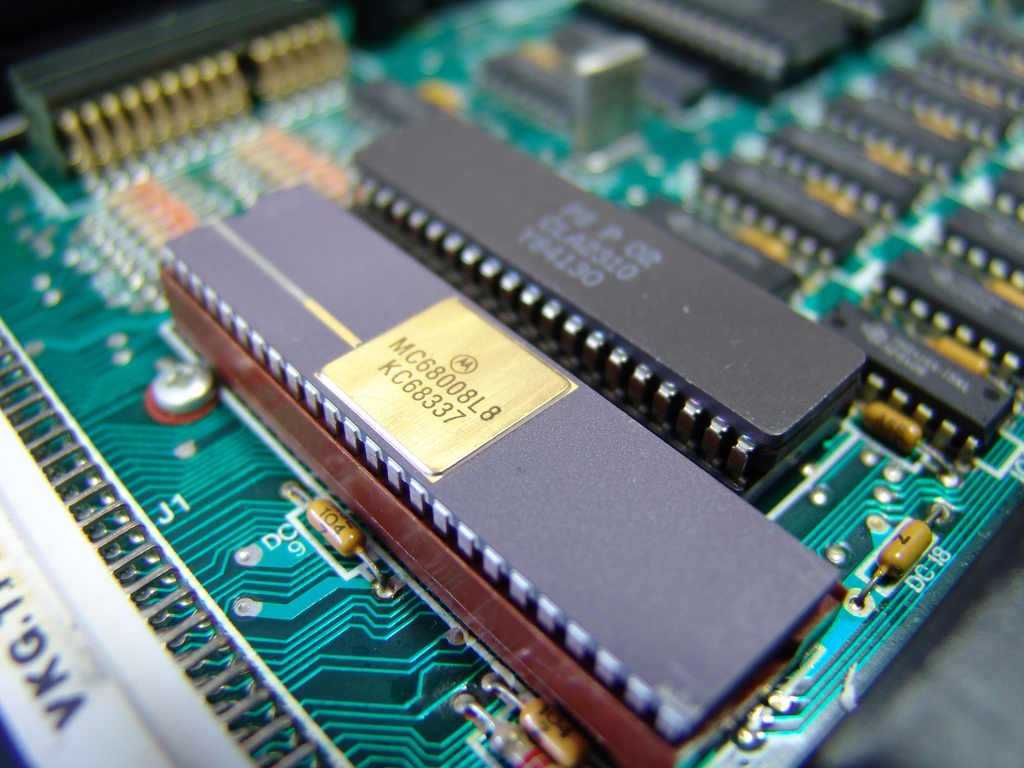
Motorola 68008 de un QL.

El Sinclair QL nace lleno de problemas, particularmente los bugs en el Sinclair QDOS en ROM, que provocan múltiples versiones del firmware. De hecho, la primera versión de la máquina tuvo que ser enviada a los usuarios que habían realizado la reserva con un cartucho ROM que contiene parte de la ROM, sin la cual la máquina no funcionaba. El Sinclair QL también tuvo problemas con las unidades de microdrive incorporadas (utilizados inicialmente en el ZX Spectrum con la ZX Interface 1). Aunque es una computadora avanzada para su tiempo, que incorporó red instalada de fábrica y fue económica relativamente en precio, no se vendió bien en su momento y después de la quiebra de Sinclair y la compra de la empresa por Amstrad, Alan Sugar anunció que lo considera sin interés (entre otras cosas por ser un rival directo de sus ordenadores Amstrad CPC 6128 y Amstrad PCW). Su incómodo  teclado en comparación con el de sus rivales, la falta de videojuegos (como motor de ventas), y especialmente la incorporación de unidades de microdrive contra la opinión de los diseñadores contribuyeron al fracaso. 
Todos los enemigos del IBM PC ya tuvieron su entorno gráfico que el Sinclair QL no tuvo, circunstancia que anima a Tony Tebby, que ya había creado también un conjunto de extensiones del Sinclair QDOS llamado TK2 (Toolkit II) a desarrollar el PE (Pointer Environment) o entorno de ventanas del Sinclair QL a la altura de su sistema operativo.
Basado en el Sinclair QL con algunos refuerzos, se lanzan un equipo bajo otras marcas, es desarrollado por International Computers Ltd (ICL), apodándolo One Per Desk (OPD), y luego, es comercializado por British Telecom (BT) como el Merlin Tonto, y Telecom Australia como el Computerphone (Teléfono-ordenador). Usó una carcasa diferente, teclado estándar, el par de unidades de microdrive (reforzadas por ICL para aumentar su fiabilidad) en una visera superior al teclado (que se muestra en plano inclinado para una mejor ergonomía) y un teléfono en el lateral izquierdo, son dos máquinas con una  integración rudimentaria de ordenador y telefonía. El equipo de British Telecom consigue buenas ventas. Sin embargo, aunque tienen el mismo sistema operativo de base (ICL modificó el QDOS, quitó partes para incorporar utilidades de comunicación y telefonía, y quitó el SuperBasic), las diferencias en el mismo y usar un formato diferente de los microdrives al del Sinclair QL estándar, les priva de los desarrollos realizados para el mismo ordenador. Aun así, Psion modifica su suite ofimática para funcionar en estos equipos con el nombre de Xchange.
Tras el abandono por Amstrad de la línea QL, varias compañías tratan de llenar el vacío del mercado. Estas son CST y DanSoft, que crean la gama Thor; Miracle Systems, que crea varias extensiones del QL como la Gold Card y Super Gold Card y el emulador por hardware QXL (un Sinclair QL en tarjeta ISA para PC) y finalmente, Qubbesoft con la primera placa base compatible Sinclair QL multi-color/multi-resolución llamada Aurora.
El Sinclair QL está presente en la actualidad en dos placas bases fijables en alguna carcasa IBM PC AT estándar (puede usarse una ATX, pero requiere modificaciones), llamadas Q40 y Q60, creadas por Peter Graf y comercializado por D&D Systems. Aportan avances importantes al Sinclair QL como la multimedia, gráficos de alta resolución, red Ethernet, acceso a Internet y capacidad para ejecutar el Sistema Operativo GNU/Linux.
Por otra parte, el Sinclair QDOS también ha seguido su viaje todos estos años, conservando en gran medida su compatibilidad hacia atrás, pero añadiendo nuevas características con la aparición de SMSQ/E, la versión mejorada del Sinclair QDOS (también desarrollada por Tony Tebby), que tiene entre otros al TK2 y el PE.
Todavía se desarrollan ampliaciones hardware y software para el QL original actualmente, como el RomDisQ, el Minerva replacement Operating System, I²C y otros periféricos basados en el bus de expansión del sistema.
Algo poco conocido es que Linus Torvalds, creador de Linux, tuvo un Sinclair QL en su juventud y se inspiró en sus defectos y ventajas al crear el núcleo Linux.